# Hínárfélék
A hínár a vízinövények társulása. Csendes, lassú folyású folyóban vagy állóvízben a víz színe alatt tenyésző többféle indás, virágos növény. Szétágazó indái a vízben való mozgást (úszást, csónakázást) akadályozzák. A fogalom magában foglalja a Rhodophyta (vörös), Phaeophyta (barna) és Chlorophyta (zöld) algákat. A hínárok fajtái, például a barna moszat, megfelelő környezetet biztosít a halászterületek és egyéb tengeri fajok számára, így a táplálék forrását is védik; míg más fajok, mint a planktonikus algák a Föld oxigénjének 90%-át biztosítják.
A természetes hínár ökoszisztémák időnként veszélyben állnak az emberi tevékenység miatt. Például a barnamoszatok mechanikus kiásása elpusztítja a forrást és az erre támaszkodó halászterületeket. Más erők szintén fenyegetést jelentenek a hínárokra: a lila tengeri sün (angolul purple urchin) ragadozóinak pusztítása miatt ezek az élőlények elszaporodtak, és a Kalifornia partján található  barnamoszat-erdők (angolul kelp forest) nagy részét elpusztították.
Az emberek hosszú múltra tekintenek vissza a tengeri moszatok felhasználásában. Az elmúlt években a moszattenyésztés globális mezőgazdasági gyakorlattá vált, amely élelmiszereket, alapanyagokat biztosít különböző vegyi felhasználásokhoz, illetve szarvasmarha-takarmányokat és műtrágyákat. A tengeri ökológiában és a szén-dioxid felszívásában betöltött jelentőségük miatt a közelmúltban a tengeri moszatok termesztésére, mint a szén-dioxid biológiai megsemmisítésére vonatkoztak, más előnyök mellett, például a tápanyagszennyezés csökkentése, a part menti vízi fajok megnövekedett élőhelye és a helyi óceán savasodásának csökkentése. Az IPCC "további kutatási figyelmet" javasol mérséklési taktikaként.

## Taxonómia
A hínár nem rendelkezik hivatalos meghatározással, de egyértelműen jelzi az óceánnal való társulás követelményét, és szabad szemmel látható. A kifejezés az óceánban elterjedt mindkét virágos növényre utal, de nagyobb tengeri algákra is utal. Általában a többsejtű algák számos csoportjának egyike: vörös algák, zöld algák és barna algák. A hínárnak nincs közös őse, így polifiletikus csoport. Ezenkívül a tengeri moszatokról szóló irodalomban időnként figyelembe veszik a cianobaktériumokat.
A hínárok fajainak számáról még mindig vitáznak a tudósok, de nagy valószínűséggel több ezer fajtája van.

## Felhasználása
A hínárnak több felhasználási módja van, például a tenyésztés vagy a gyűjtögetés.

## Mint étel
Több helyen is fogyasztják, főleg Kelet-Ázsiában: Japánban, Kínában, Koreában és Tajvanon, de Délkelet-Ázsiában is fogyasztják: Bruneiben, Szingapúrban, Thaiföldön, Burmában, Kambodzsában, Vietnámban, a Fülöp-szigeteken és Malajziában, de fogyasztják még Dél-Afrikában, Belizében, Peruban, Chilében, Kanadában, Skandináviában, Délnyugat-Angliában, Írországban, Walesben, Hawaiion, Kaliforniában és Skóciában is.